# Łużok (obwód winnicki)
Łużok (ukr. Лужок) – wieś na Ukrainie, w obwodzie winnickim, w rejonie czerniweckim, nad Muraszką. W 2001 roku liczyła 417 mieszkańców.